# Microlobia falcicerca
Microlobia falcicerca är en insektsart som beskrevs av Marius Descamps 1964. Microlobia falcicerca ingår i släktet Microlobia och familjen Euschmidtiidae. Inga underarter finns listade i Catalogue of Life.